# Батулантех
Батуланте́х (індонез. Batulanteh) — один з 24 районів округу Сумбава провінції Західна Південно-Східна Нуса у складі Індонезії. Розташований у центрально-західній частині. Адміністративний центр — село Батуроток.
Населення — 10333 особи (2012; 10156 в 2010).

## Адміністративний поділ
До складу району входять 6 сіл:
| Населений пункт      | Населення, осіб (2010) |
| -------------------- | ---------------------- |
| Бао-Деса, село       | 1056                   |
| Батудуланг, село     | 825                    |
| Батуроток, село      | 3713                   |
| Келунгкунг, село     | 1491                   |
| Тангканг-Пуліт, село | 1439                   |
| Тепал, село          | 1632                   |